# 太陽フレア

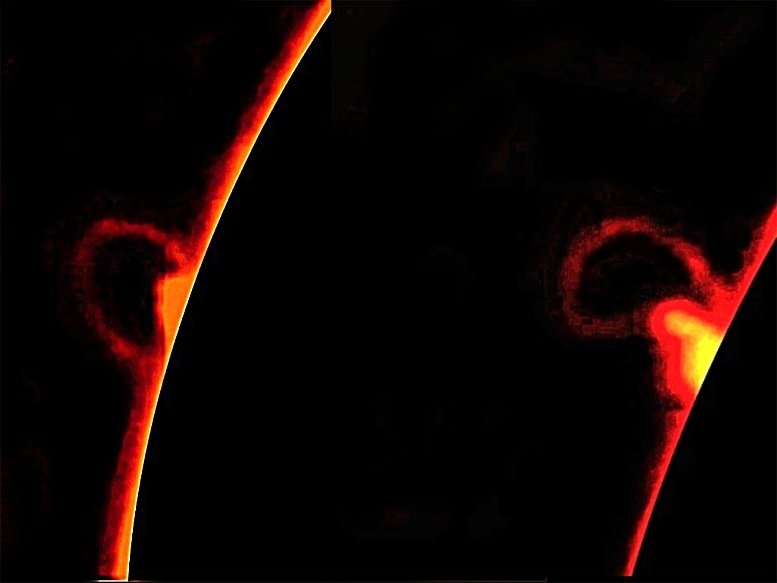
太陽フレア。見やすくするために、太陽の球状の箇所は黒く加工し、周縁部分だけが写されている。

太陽フレア（たいようフレア、Solar flare）とは、太陽表面における爆発的な増光現象。太陽面爆発と表現されることもある。
太陽は周囲に存在する磁場によって様々な磁気活動現象を見せる。その代表的なものが太陽フレアである。太陽フレアは観測的には「数分から数時間のタイムスケールで起こる多波長の増光現象」と定義される。多波長の増光とは具体的に、電波、マイクロ波、Hα線、極端紫外線、軟X線、硬X線、ガンマ線における増光が見られる。
物理の立場からは、太陽フレアは太陽周囲の磁場エネルギーが急速に光・熱・非熱的な粒子のエネルギーに変換される現象であると理解されている。そのエネルギー解放量は1029 ergから1032 ergであり、水素爆弾10万〜1億個のエネルギーに相当する。太陽系内で起こりうるエネルギー解放現象としては最大のものである。
太陽フレアはしばしば衝撃波やプラズマ噴出（太陽風）を伴い、時おりそれらは地球に接近して、突然の磁気嵐を起こすことがある。アメリカ航空宇宙局（NASA）によると、2012年7月には巨大な太陽フレアに伴う太陽風が地球をかすめた 。次の10年間に同程度のフレアが実際に地球を襲う確率は12%であると推定される。
「フレア」とは火炎（燃え上がり）のことであるが、天文学領域では恒星に発生する巨大な爆発現象を指している。現在では太陽以外の様々な天体でも確認されている。一例として、日本の国立天文台が運用するアルマ望遠鏡がプロキシマ・ケンタウリで観測した。

## 観測的特性

SDO/AIA 131Åで撮影されたフレアループ（WEI LIU et al. 2013）

太陽フレアが発生すると、増光とともに「フレアループ」と呼ばれる構造物が形成される。フレアループは大きさ1～10万km程度のループ状の磁力線にプラズマがまとわりついたものである。フレアループは数千万度の温度に達し、熱的な放射により軟X線を発する。
よくある誤解として、太陽フレアを"太陽の内側からプラズマが噴き出してくる現象"とイメージされることがあるが、実際は逆で、後述の磁気リコネクションにより、上空からプラズマが降り注ぐことで、フレアループのような構造物が形成される。
太陽フレアは各波長の発達段階によって4つのフェーズに分類できる。最初に極端紫外線や軟X線の強度が数分間にわたって緩やかに増加する段階があり、これを前兆段階（preflare phase）と呼ぶ。その後、数十秒～数分間にわたって軟X線をはじめ多くの波長で急激な増光が見られるようになり、これを衝動段階（impulsive phase）と呼ぶ。軟X線がピークに達した後もHα線は5～20分間増光を続け、この段階を閃光段階（flash phase）と呼ぶ。Hα線のピークが過ぎた後、数時間かけてフレアループが消滅する段階を減衰段階（decay phase）と呼ぶ。
太陽フレアは磁気エネルギーの解放現象であるため、磁気活動の盛んな領域である太陽活動領域で発生する確率が高い。また太陽活動周期によって発生頻度は周期的に変動し、太陽極大期と呼ばれる太陽黒点が多い時期には発生頻度が高くなる。

## 観測史
太陽フレアの初めての観測は、1859年の太陽嵐の際にイギリスの天文学者リチャード・キャリントンとリチャード・ホジソンによって行われた。彼らは白色光の連続線によってフレアを観測した。
その数年後、太陽は彩層で発生するHα線で広範囲に研究されるようになり、太陽フレアは頻繁に観測されるようになった。この頃に、太陽フレアに伴う惑星間空間へのプラズマ塊の放出や、Blast waveの発生といった現象が報告された。
第二次世界大戦中の1942年、イギリスの物理学者ジェームス・ヘイが軍事用レーダーの運用中に太陽フレアによる電波放射を捉えた。ほぼ同時期に、S.E.Forbushが大規模フレアに伴って地上の宇宙線強度が増加することを発見した。このことは、太陽フレアが単に熱的なプラズマだけで閉じている現象ではなく、高エネルギー粒子の生成にも関わる現象であることを意味する。
1950年代後半になると、気球やロケットによる硬X線（> 10 keV）での太陽の観測が可能になった。1958年、Peterson, L.E.とWinckler, J.R.により、初めて硬X線によるフレアの観測がなされた。その後、日本から打ち上げられたようこうやひのでといった衛星により、より高精細のX線フレア観測ができるようになった。
2010年にソーラー・ダイナミクス・オブザーバトリーが打ちあがると、太陽の全球観測ができるようになり、太陽フレアを空間的・時間的に高分解した観測が可能となった。

## 物理的な理解

太陽フレアの統一モデルの概略図（Shibata et al. 1995）。黒い線は磁力線の形状を表している。画像中央下の斜線部分がフレアループであり、フレアループの足元2点は硬X線のソースを示す（ここは黒点ではない）。外側の2点は黒点を表し、黒点から黒点へつながるアーチ状の構造はプロミネンス（磁場に張り付いたプラズマ）を表す。

太陽フレアの発生機構については、太陽活動領域中に蓄えられた磁気エネルギーが、磁気リコネクションによって熱エネルギーや運動エネルギーに変換されるという説が有力である。現在、太陽フレアを説明するモデルとしてCSHKPモデルがあるほか、柴田一成はCSHKPモデルを発展させた「フレアの統一モデル」を提唱した。

### 磁気リコネクションの発生
太陽のダイナモ活動により、太陽表面には1 G程度の磁場が存在する。太陽表面の中でも活動領域（黒点）と呼ばれる場所は太陽内部の磁束管の一部が表面に出ている場所で、3,000 G程度の強力な磁場が存在する。活動領域の上空では磁力線が複雑に入り組んでいるが、時折互いに反平行な磁力線が隣り合って存在することがある。このとき、アンペールの法則により磁力線に垂直な向きに電流が流れる。この電流が流れる領域は磁力線に沿った非常に細長い領域であることから、電流シートと呼ばれる。電流シートの一部で何らかの原因（波動粒子相互作用など）で磁場の散逸が起こると、磁気リコネクションが発生する。磁気リコネクションとは、磁場の散逸をきっかけに磁力線がつなぎ変わる（正確に言うと磁場のトポロジーが変化する）現象である。磁力線がつなぎ変わる際、磁気張力等の効果によりアウトフローが噴射される。

### フレアループの形成とコロナ質量放出
磁気リコネクションを起こす磁力線が太陽表面に垂直な場合、リコネクションアウトフローは鉛直上下方向に流れる。リコネクションポイントより下側に流れるアウトフローは太陽表面に衝突し、フレアループを形成する。リコネクションアウトフローの運動エネルギーは衝撃波などを介して熱のエネルギーに変換される。これによりフレアループの温度は107 K程度にまで加熱され、熱的な制動放射により軟X線を放射する。全体を通してみると、太陽の磁気エネルギーが熱や光のエネルギーに変換されている。
一方、鉛直上側に放出されたアウトフローは磁気ロープとそれにまとわりつくプラズマを上空へ押し出し、一部は惑星空間を脱出してコロナ質量放出（CME）へと発展することがある。CMEが地球の方向へ向かうと、後述のように地球上で被害が出ることがある。

### 高エネルギー粒子の生成
太陽フレアの発生に伴い、10 keVから1 MeVのエネルギーをもつ電子および、10 MeVから1 GeVのエネルギーをもつ陽子が生成されうることが分かっている。これらの高エネルギー粒子のうち、前者は硬X線、後者はガンマ線の放射の原因になると考えられている。太陽フレアに伴う高エネルギー粒子がどこで、どのように加速されるのかはよく分かっていないが、観測・数値シミュレーションの双方から研究が進められている。
粒子加速を引き起こす有力な物理プロセスの例として、衝撃波を介した一次フェルミ加速が挙げられる。これは粒子が衝撃波の上流と下流を行き来することで統計的にエネルギーを獲得するというものである。フレアループの先端（ループトップ領域）はリコネクションアウトフローがフレアループと衝突することで衝撃波が形成される領域であることから、ループトップ領域での粒子加速が注目されている、実際、磁気流体計算とParker-Transport方程式による粒子運動の計算を組み合わせたシミュレーション研究では、フレアのループトップ領域に電子が閉じ込められ、エネルギーを得ることが示された。

## 等級
太陽フレアには大小様々な規模のものがある。太陽フレアの規模を評価する指標として、以下のようなものがある。

### X線等級
X線強度による等級は、現在最も広範に普及している太陽フレアの規模の指標である。太陽全面から放射されるX線強度の最大値によって、低い方からA, B, C, M, Xの5つの等級に分類されており、Xが一番強い。10倍ごと（1桁上がるごと）に1つ上の等級となる。各等級はさらに1-10未満の数字で区分され、これらを組み合わせて「C3.2」というように表される。例えば、X2フレア (2 x 10-4 W/m2)は、X1フレア (10-4 W/m2) の2倍の強度、M5フレア (5 x 10-5 W/m2)の4倍の強度であることを示す。Xクラスの上はないため、Xクラスの数字は10を超えることがある。
この値は、アメリカのGOES衛星が常時観測している大気圏外の波長100 - 800ピコメートルのX線の流束（単位：ワット毎平方メートル = W/m2）に基づく。
| 等級 | 100 - 800pmでの流束 [W/m2] 最大値 |
| ---- | --------------------------------- |
| A    | 10-8 - 10-7                       |
| B    | 10-7 - 10-6                       |
| C    | 10-6 - 10-5                       |
| M    | 10-5 - 10-4                       |
| X    | > 10-4                            |

一般に、等級の大きなフレアは発生頻度が低く、小さなフレアは発生頻度が高い。太陽活動が少なかった1996年では、X, M, Cクラスのフレアはそれぞれ1, 4, 81回発生した。太陽活動が盛んであった2001年では、X, M, Cクラスのフレアはそれぞれ21, 310, 2101回発生した。

### Hα等級
Hα等級は、GOES衛星の打ち上げ以前、太陽フレアの観測初期から用いられている太陽フレアの等級である。Hα線（Hアルファ線、バルマー系列のうち656ナノメートルの電磁波）の観測画像から得られる。Hα線の強度と放射面の広さの2要素からなる。強度は(f)aint（淡い）, (n)ormal（並）, (b)rilliant（鮮やか）の3つの等級で表され、放射面の広さは観測できる半球の太陽表面積6.2 x 1012 km2に占める百万分率によりS, 1, 2, 3, 4の5つの等級で表される。例えば並の強度・広さSクラスであれば"Sn"（normal subflare, 並のサブフレア）と表される。
| 等級   | 観測半球全体を100万とした時の割合 |
| ------ | --------------------------------- |
| S(sub) | < 100                             |
| 1      | 100 - 250                         |
| 2      | 250 - 600                         |
| 3      | 600 - 1200                        |
| 4      | > 1200                            |

## 地球への影響・被害
フレアが発生すると、多くのX線、ガンマ線、高エネルギー荷電粒子が発生し、太陽表面では速度1000km/s程度で伝播距離50万kmにも及ぶ衝撃波が生じる事もある。またフレアに伴い、太陽コロナ中の物質が惑星間空間に放出されることがある（コロナ質量放出〈CME〉 ）。高エネルギー荷電粒子が地球に到達すると、デリンジャー現象、磁気嵐、オーロラ発生の要因となる。さらに、大規模なフレアの発生により太陽風が爆発的に放出されて太陽嵐となり、地球上や人工衛星などに甚大な被害を及ぼす恐れがある。
2003年には、大規模なフレアが頻発し、デリンジャー現象により、地球上の衛星通信、無線通信に多くの悪影響を与えた。また、地球磁気圏外では、フレア時のX線、ガンマ線による被曝により、人の致死量を超えることもある。
フレアの活動は、太陽活動周期や黒点の蝶形図（コロナの蝶形図）によって、関係付けを説明されることもしばしばある。
フレア時の高エネルギー荷電粒子の地球への到達、あるいは、フレアの発生そのものを観測・予報することは宇宙天気予報と呼ばれ、太陽研究者にとって重要課題となっている。
| 放出物                               | 影響範囲                                           | 地球への到達時間             | 主な影響 |
| ------------------------------------ | -------------------------------------------------- | ---------------------------- | --- |
| 電磁波（電波バースト）               | 地球電離層                                         | 光速度（8分程度=観測と同時） | X線などの作用で電離層D層の密度が増大、短波（HF）通信の障害（デリンジャー現象）を引き起こす。 |
| 高エネルギー粒子（太陽プロトン現象） | 宇宙空間（地球磁気圏外）、極域・高緯度の地球電離層 | 30分程度 - 数日              | 地球磁気圏に捉えられた陽子・電子の作用で放射線帯の放射線量が上昇、宇宙活動を行う人間や高高度を飛ぶ航空機への影響、人工衛星の障害を引き起こす。また、極域・高緯度地域では陽子・電子が大気に突入してD層の密度が増大、短波通信の障害を引き起こす。 |
| プラズマ（コロナ質量放出）           | 地球磁気圏内                                       | 2日後 - 1日後位              | 南向き磁場をもつプラズマが磁気圏との相互作用で流入、オーロラや地表の磁気嵐を引き起こす。また電離層の密度減少（電離圏嵐）による通信障害も引き起こす。                                                                                            |

### 電子機器への影響
太陽嵐が起こると、8分程度で電磁波が地球に到達して電波障害が生じ、数時間で放射線が到達。数日後にはコロナからの質量放出が地球に届き、誘導電流が送電線に混入し、電力系統がおかしくなる。ただ単に停電するのではなく、電機・電子系統に瞬断やEMP（電磁パルス）被害が出る。特に宇宙空間にある衛星（通信衛星、GPS衛星、気象衛星、偵察衛星など）や、巨大なアンテナとして働く送電線の被害が起こる。
100年に一度の頻度で発生する極端な宇宙天気現象（エクストリーム・イベント）によって次のような被害が生ずると考えられる。

#### 通信・レーダー
HF（短波）は発生直後から2週間に渡り断続的に使えなくなる。VHF・UHFは2週間に渡り昼間使えなくなる。携帯電話も昼間使えなくなる。L帯を用いる衛星通信も2週間断続的に使えなくなる。同様にレーダーも使えなくなる。

#### 衛星測位
断続的に数十mの誤差、ないし測位不能の状態になる。

#### 衛星
帯電により多くの衛星が機能の一部ないし全てを喪失する。太陽電池が大幅に劣化する。空気抵抗の増大で低軌道の衛星の運用寿命が極端に短くなる・落下する。軌道が乱れデブリの発生リスクが増大する。

#### 発電所・送電網
太陽風じょう乱により地磁気じょう乱が発生し、地上の磁場が変動、電力系統に地磁気誘導電流が発生する。
保護装置が誤作動し大規模停電になる。日本のように多くの国で変電に交流方式がとられているため、太陽フレアによりいわば直流の地磁気誘導電流が過大に発生すると、一部変圧器が加熱して損傷する。
これ以外にも想像していない被害に見舞われる恐れも有る。原発等においても、全電源喪失に陥る事態も考えられる。
これらの被害により生産、輸送、インフラの多くが連鎖的に機能喪失、膨大な二次被害が生じる。被害の全容を想定する手法は定性的にも定量的にも確立されていない。

### 実例
被害の実例としては、カナダのケベック州で大停電を引き起こした1989年3月の磁気嵐や、人工衛星「あすか」の機能停止（2000年）、小惑星探査機はやぶさにダメージが生ずる(2003年11月4日X28フレア)などがある。
2022年2月にスターリンク衛星が49機まとめて打ち上げられたが、うち40機が空気抵抗の増大で落下し失われた。
衛星観測が始まって以来のフレア等級で過去最大だったのは、2003年11月4日のフレアである。このときはGOES衛星でX28を記録したことが報じられたが、後に電離層への影響から更に大きいX45相当であったとする研究も報告されている。
太陽以外の恒星で度々観測される超巨大なフレアを「スーパーフレア」と呼び、太陽でも過去に起き、今後も発生する可能性があると警告する研究者もいる。屋久杉の年輪などに痕跡が残る「775年の宇宙線飛来」発生源についての仮説の一つでもある。
2008年、全米科学アカデミーは『激しい宇宙気象――その社会的・経済的影響の把握』という題の報告書を発表した。書面では、強力な太陽フレアが地球の磁場を混乱させ、強力な電流によって高圧変圧器が故障し、大規模な停電を引き起こす恐れについて指摘されている。もしそうなれば、米国だけで最初の1年間で1兆〜2兆ドルの被害が出て、完全復旧には4年〜10年かかることが予測される。大型の変圧器は調達に年単位の時間がかかり、電力網が世界規模で破壊された場合に生産はほとんど出来ないとされる。また超高圧送電線の敷設にも時間がかかる。
2024年5月14日、千葉県の自動操舵田植え機で20cmのずれが発生した。

## フレアの予測と予報
大規模な太陽フレアが発生すると地球上に甚大な被害が及ぶ可能性があることから、フレアの予測・予報に関する研究が進められている。太陽フレアは太陽の磁気活動と密接に結びついているため、太陽活動周期や黒点の数などからある程度はフレアの発生頻度を予想することはできる。しかしながら、いつ・どこで・どの規模のフレアが発生するかをピンポイントで当てることは非常に難しいのが現状である。フレアの予測精度向上のため、物理学的なアプローチの他に機械学習など様々な方面からアプローチがされている。

### 名古屋大学による予測モデル
名古屋大学宇宙地球環境研究所所長の草野完也教授らの研究チームは、電磁流体力学理論により巨大太陽フレアの発生位置を予測するモデルを開発し、『サイエンス』誌上で2020年に発表した。

### NOAA宇宙天気スケール
アメリカ海洋大気庁（NOAA）の宇宙天気予報センター (SWPC)が行っている宇宙天気予報の中には3種の「NOAA宇宙天気スケール」があり、太陽フレアX線の強度を表すのは「Rスケール」で、主に無線通信障害（Radio blackouts）への影響=デリンジャー現象等の予測を目的とする。
| レベル  | イベントの呼称 | X線等級の目安 | 頻度の目安 （太陽活動周期=約11年 毎） |
| ------- | -------------- | ------------- | ------------------------------------- |
| R5      | Extreme        | X20 (2x10-3)  | 1回（1日間）位                        |
| R4      | Severe         | X10 (1x10-3)  | 8回（8日間）位                        |
| R3      | Strong         | X1 (1x10-4)   | 175回（140日間）位                    |
| R2      | Moderate       | M5 (5x10-5)   | 350回（300日間）位                    |
| R1      | Minor          | M1 (1x10-5)   | 2000回（950日間）位                   |
| R(None) | none           |               |                                       |

### NICT宇宙天気予報
日本の情報通信研究機構（NICT）の宇宙天気情報センター（SWC）が行っている宇宙天気予報の中にはフレア予報、地磁気予報、高エネルギー粒子（プロトン現象）の予報の3種があり、それぞれ15:00（JST, UTC+9）から24時間後までの予報を行っている。フレア予報の解説は以下の通り。
| レベル                    | 説明                                             |
| ------------------------- | ------------------------------------------------ |
| 非常に活発 (Major Flares) | Xクラスのフレアの発生確率が50%以上と予想される。 |
| 活発 (Active)             | Mクラスのフレアの発生確率が50%以上と予想される。 |
| やや活発 (Eruptive)       | Cクラスのフレアの発生確率が50%以上と予想される。 |
| 静穏 (Quiet)              | Cクラスのフレアの発生確率が50%未満と予想される。 |

## 過去の主な太陽フレア

### 1975年以降の強い太陽フレアの一覧
| X線等級 | Hα線等級 | 年月日 (UTC)    | 太陽活動周期 |
| ------- | -------- | --------------- | ------------ |
| X28.0   | 3B       | 2003年11月04日  | 23           |
| X20.0   | 2N       | 1989年08月16日  | 22           |
| X20.0   | -        | 2001年04月02日  | 23           |
| X17.2   | 4B       | 2003年10月28日  | 23           |
| X17.0   | 3B       | 2005年09月07日  | 23           |
| X15.0   | 1B       | 1978年07月11日  | 21           |
| X15.0   | 3B       | 1989年03月06日  | 22           |
| X14.4   | 2B       | 2001年04月15日  | 23           |
| X13.0   | 3B       | 1984年04月24日  | 21           |
| X13.0   | 4B       | 1989年10月19日  | 22           |
| X12.9   | 2B       | 1982年12月15日  | 21           |
| X12.0   | 3B       | 1982年06月06日  | 21           |
| X12.0   | 1F       | 1991年06月01日  | 22           |
| X12.0   | 3B       | 1991年06月04日  | 22           |
| X12.0   | 4B       | 1991年06月06日  | 22           |
| X12.0   | 3B       | 1991年06月11日  | 22           |
| X12.0   | 3B       | 1991年06月15日  | 22           |
| X10.1   | 3B       | 1982年12月17日  | 21           |
| X10.1   | 3B       | 1984年05月20日  | 21           |
| X10.0   | SF       | 1991年01月25日  | 22           |
| X10.0   | 3B       | 1991年06月09日  | 22           |
| X10.0   | 2B       | 2003年10月29日  | 23           |
| X9.8    | 3B       | 1982年07月09日  | 21           |
| X9.8    | -        | 1989年09月29日  | 22           |
| X9.4    | 3B       | 1991年03月22日  | 22           |
| X9.4    | 2B       | 1997年11月06日  | 23           |
| X9.3    | 1B       | 1990年05月24日  | 22           |
| X9.3    |          | 2017年09月06日  | 24           |
| X9.0    |          | 2024年 10月 3日 | 25           |
| X9.0    | 2B       | 1980年11月06日  | 21           |
| X9.0    | -        | 1992年11月02日  | 22           |
| X9.0    | -        | 2006年12月05日  | 23           |
| X8.7    | -        | 2024年05月14日  | 25           |
| X8.3    | 2B       | 2003年11月02日  | 23           |
| X8.2    |          | 2017年09月10日  | 24           |
| X8.0    | 2B       | 1982年06月03日  | 21           |
| X7.1    |          | 2024年 10月 1日 | 25           |
| X7.1    | 2B       | 1982年07月12日  | 21           |
| X7.1    | -        | 1991年03月04日  | 22           |
| X7.1    | 2B       | 2005年12月06日  | 23           |
| X6.9    | 2B       | 2011年08月09日  | 24           |
| X6.5    | 3B       | 1989年03月17日  | 22           |
| X6.5    | 3B       | 2006年12月06日  | 23           |
| X6.3    | -        | 2024年02月22日  | 25           |
| X6.1    | 3B       | 1991年10月27日  | 22           |

上記の推移グラフ、太陽活動周期ごと